# 納粹黨長期服務獎章

納粹黨長期服務獎章

纳粹党长期服务奖章（Die Dienstauszeichnung der NSDAP）是纳粹党设立的一项政治嘉奖。
奖章按服务时长分为三级：10年、15年、25年。每一级别的奖章背面都带有铭文：“忠于元首和人民”。 1939年4月2日，希特勒下令，所有满足特定条件的納粹黨黨員都能获颁党的长期服务奖章。奖章的首次颁发时间为1940年1月30日。